# Conspiració de l'Ascensió
La Conspiració de l'Ascensió fou una conjura que es descobrí a Barcelona l'11 de maig de 1809 (diada de l'Ascensió) contra els francesos que ocupaven la ciutat.
En el marc de la Guerra del Francès els exèrcits de Napoleó Bonaparte havien ocupat diverses ciutats estratègiques d'Espanya en el seu camí cap a Portugal, entre elles Barcelona. A Barcelona diverses persones pretengueren ocupar les casernes de Drassanes i de Montjuïc. Per fer-ho van planejar la intervenció combinada d'un alçament popular, els guerrillers de la rodalia de la ciutat i els vaixells anglesos; a més comptaven amb la participació de dos capitans italians que els havien d'obrir les portes des de dins.
Però un d'ells, el capità Provana, els va trair informant-ne la policia bonapartista. Provana va citar a casa seva per concertar el pla dos dels conjurats: el comerciant Salvador Aulet i el funcionari Joan Massana, mentre agents bonapartistes amagats a la casa els escoltaven. La conspiració va fracassar amb la detenció de diverses persones, cinc de les quals foren executades a la Ciutadella el 3 de juny de 1809: els dos citats Aulet i Massana, més el militar Josep Navarro i els religiosos Joaquim Pou i Joan Gallifa. El procés judicial previ va tenir un ampli ressò popular. A més en el mateix dia de l'execució, tres ciutadans - Ramon Mas, Julià Portet i Pere Lastortras - van tocar a sometent des de la Catedral de Barcelona. Tots tres foren detinguts, condemnats a mort i executats el 27 de juny següent.
Un cop marxades les tropes franceses de la ciutat, el 1815 les despulles de tots vuit van ser traslladades a una dependència especial de la Catedral. En el centenari de la seva mort, el 1909 les restes van ser finalment dipositades en la capella dels màrtirs de la mateixa Catedral, monumentalitzada el 1911 per Enric Clarasó.
En record dels fets, el 1941 es va inaugurar el Monument als Herois de 1809, a la plaça Garriga i Bachs, a tocar de la Catedral.

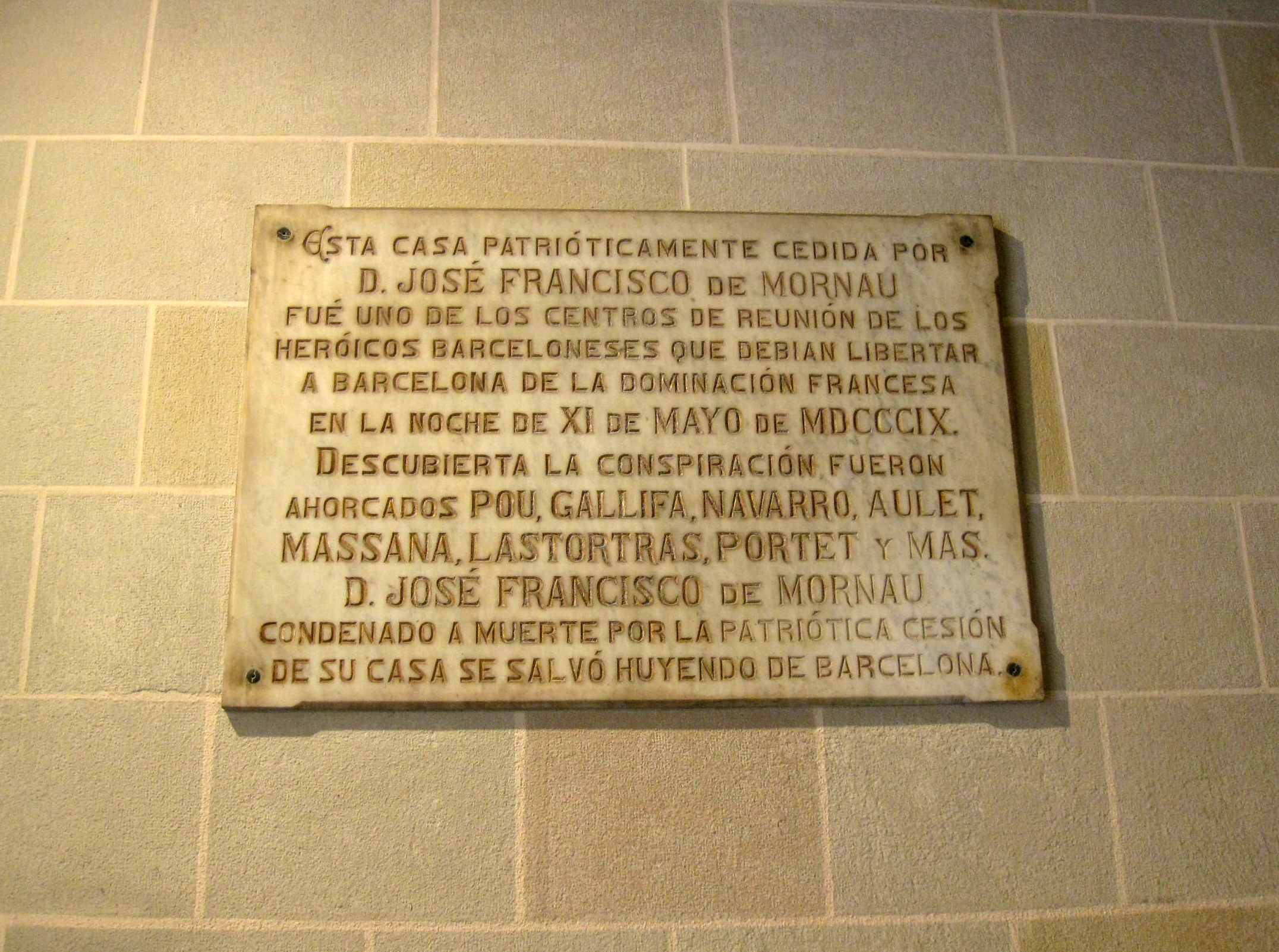
Placa en record dels fets al Palau Mornau, un dels llocs de reunió dels conspiradors.